# FK Avangard Koersk
FK Avangard Koersk (Russisch: Футбольный Клуб Авангард Курск, Futbolni Klub Avangard Koersk) is een Russische voetbalclub uit Koersk.
De club werd in 1946 opgericht en speelde vooral op het tweede niveau in de Sovjet-Unie. De club zakte weg en bereikte in 2004 de Russische Eerste Divisie. In 2007 degradeerde de club maar werd in 2009 kampioen in de Russische Tweede Divisie en promoveerde weer. In 2010 degradeerde de club opnieuw. In 2017 promoveerde de club.

## Historische namen
- 1946-1957: Spartak
- 1958-65 en 1967-72: Troedovye Rezervy
- 1966: Troed
- 1973-heden: Avangard